# Roy A. Young
Roy Archibald Young (né le 17 mai 1882, mort le 31 décembre 1960) est un banquier américain. Il est président du Conseil des gouverneurs de la Réserve fédérale des États-Unis (Federal Reserve Board) entre 1927 et 1930 sous les présidences de Calvin Coolidge et Herbert Hoover, pendant la crise de 1929.

## Carrière
De 1919 à 1927, il fut président de la Banque fédérale de réserve de Minneapolis avant de devenir président du Conseil de la Réserve fédérale. De 1930 à 1942, il fut président de la Banque fédérale de réserve de Boston. Après sa démission, il devint président de la Merchants National Bank, puis président de l'American Woolen Company.
Pendant son mandat de président du Conseil de la Réserve fédérale, un conflit éclata entre le Conseil de la Réserve fédérale et la Banque fédérale de réserve de New York, sous la direction de George L. Harrison, sur la manière de freiner la spéculation, ce qui conduisit notamment à l'essor boursier de la fin des années 1920. Le Conseil était favorable à une « pression directe » sur les banques prêteuses, tandis que la Banque fédérale de réserve de New York souhaitait relever le taux d'escompte.
Le conseil d'administration sous Young désapprouva cette mesure, mais Young lui-même n'était pas entièrement convaincu que la politique de pression fonctionnerait et refusa de signer le rapport annuel de 1929 du conseil d'administration parce qu'il contenait des parties favorables à cette politique.